# مايكل د براون
مايكل د براون (بالإنجليزية: Michael D. Brown)‏ (و. 1954 – م) هو محام من الولايات المتحدة الأمريكية .

## روابط خارجية
- مايكل د براون على موقع IMDb (الإنجليزية)
- مايكل د براون على موقع إن إن دي بي (الإنجليزية)
- مايكل د براون على موقع قاعدة بيانات الفيلم (الإنجليزية)